# Ormosia pingbianensis
Ormosia pingbianensis là một loài thực vật có hoa trong họ Đậu. Loài này được W.C.Cheng & R.H.Chang miêu tả khoa học đầu tiên.